# Lucius II
Pour les articles homonymes, voir Caccianemici.
Lucius II est né à Bologne, sous le nom de Gherardo Caccianemici dal Orso. Après avoir été cardinal de Sainte-Croix de Jérusalem, il est le 166e pape de l’Église catholique du 12 mars 1144 jusqu’à sa mort, le 15 février 1145.  

## Biographie
De 1125 à 1126, il fut envoyé comme légat papal en Allemagne à la cour de l'empereur Lothair II, au nom d'Honorius II puis d'Innocent II. C'est principalement grâce à sa médiation que l'empereur Lothair II a décidé de faire deux expéditions en Italie pour protéger Innocent II de l'antipape Anaclet II. Innocent II le nomma alors chancelier de l'Église de Rome et  bibliothécaire pontifical. En 1140, il devint cardinal protoprêtre. Pendant son mandat de cardinal, le pape Lucius II prit part à quatre conclaves (1124 à 1144). 
Il soutint les revendications de l'impératrice Mathilde sur l'Angleterre pendant l'Anarchie, et il a entretenu des relations tendues avec le roi Roger II de Sicile.
Sommé par les partisans d’Arnaud de Brescia de renoncer à toute souveraineté temporelle, il réclama l’appui de l’empereur Conrad III et marcha lui-même contre Rome avec quelques troupes ; mais il fut blessé à mort en montant à l’assaut du Capitole.
Il est le deuxième pape de la prophétie de saint Malachie, avec pour devise Inimicus expulsus (L'ennemi chassé).